# Bitwa pod Kadyksem (1804)
Bitwa pod Kadyksem – starcie zbrojne, które miało miejsce w 1804 r. pomiędzy brytyjską eskadrą admirała Grahama Moore liczącą 4 fregaty a hiszpańską srebrną flotą zmierzającą do kraju z Ameryki Południowej. Do ataku na okręty hiszpańskie doszło w rejonie Kadyksu ok. 27 mil od przylądka Santa Maria. W trakcie zaciętej bitwy na hiszpańskim okręcie Mercedes doszło do eksplozji, a 3 kolejne fregaty zostały uszkodzone. Hiszpanie utracili 300 ludzi oraz cały znajdujący się na fregacie Mercedes ładunek, szacowany na 16 mln piastrów. 